# 尚贝朗
尚贝朗（法語：Chambellan，發音：[ʃɑ̃bɛlɑ̃] ⓘ）是海地格朗当斯省熱雷米區的市镇，总面积73.13平方千米，2015年人口26459。